# Крај (Дицмо)
Крај је насељено место и седиште општине Дицмо, Сплитско-далматинска жупанија, Република Хрватска.

## Историја
До територијалне реорганизације у Хрватској налазио се у саставу старе општине Сињ.

## Становништво
На попису становништва 2011. године, Крај је имао 514 становника.
| Број становника по пописима | Број становника по пописима | Број становника по пописима | Број становника по пописима | Број становника по пописима | Број становника по пописима | Број становника по пописима | Број становника по пописима | Број становника по пописима | Број становника по пописима | Број становника по пописима | Број становника по пописима | Број становника по пописима | Број становника по пописима | Број становника по пописима | Број становника по пописима |
| --------------------------- | --------------------------- | --------------------------- | --------------------------- | --------------------------- | --------------------------- | --------------------------- | --------------------------- | --------------------------- | --------------------------- | --------------------------- | --------------------------- | --------------------------- | --------------------------- | --------------------------- | --------------------------- |
| 1857.                       | 1869.                       | 1880.                       | 1890.                       | 1900.                       | 1910.                       | 1921.                       | 1931.                       | 1948.                       | 1953.                       | 1961.                       | 1971.                       | 1981.                       | 1991.                       | 2001.                       | 2011.                       |
| 156                         | 408                         | 367                         | 444                         | 489                         | 244                         | 480                         | 598                         | 234                         | 242                         | 290                         | 323                         | 363                         | 426                         | 442                         | 514                         |

Напомена: У 1948. исказано под именом Дицмо Крај. У 1869, 1921. и 1931. садржи податке за насеље Осоје.

### Попис 1991.
На попису становништва 1991. године, насељено место Крај је имало 426 становника, следећег националног састава:
| Попис 1991.‍ | Попис 1991.‍ | Попис 1991.‍ | Попис 1991.‍ | Попис 1991.‍ |
| ----------- | ----------- | ----------- | ----------- | ----------- |
|             |             |             |             |             |
| Хрвати      | Хрвати      |             | 421         | 98,82%      |
| Срби        | Срби        |             | 5           | 1,17%       |
| укупно: 426 |             |             |             |             |